# Bébé rose
 (novembre 2024).
Bébé vert
« Bébé vert » redirige ici.  Pour le bébé, voir Nourrisson. Pour la couleur, voir Rose (couleur).
Le bébé rose ou le bébé vert est une boisson sans alcool composée de lait et de sirop.